# 里海盐爪爪
里海盐爪爪（学名：Kalidium caspicum）是苋科盐爪爪属的植物。分布在中亚地区、欧洲、伊朗以及中国大陆的新疆等地，生长于海拔500米至2,850米的地区，见于低洼盐碱滩地或盐湖边，目前尚未由人工引种栽培。